# Sherburne Wesley Burnham
Sherburne Wesley Burnham (Thetford, 12 dicembre 1838 – Chicago, 11 marzo 1921) è stato un astronomo statunitense, che lavorò presso l'Osservatorio Yerkes.
Inizialmente lavorava come stenografo e si dedicava sporadicamente all'astronomia per passione, finché non fu assunto per quattro anni presso l'Osservatorio Lick come astronomo a tempo pieno.
Svolse l'incarico di stenografo militare per l'esercito degli Stati Uniti durante la  guerra di secessione. Negli anni 1873 – 1874 iniziò a redigere un catalogo riguardante stelle binarie pubblicato in seguito dallo Smithsonian Institution  e chiamato Burnham Double Star Catalogue. Diivenuto membro della Royal Astronomical Society continuò ad identificare e catalogare le stelle doppie e pubblicò il Catalogo generale di 1290 stelle doppie (General Catalogue of 1290 Double Stars); il numero degli astri scoperti aumentò in seguito fino a 13 665.
Per più di cinquant'anni trascorse il suo tempo libero ad osservare il cielo, dedicandosi in particolare all'osservazione delle stelle binarie. I fratelli Friedrich ed Otto von Struve catalogarono un buon numero di stelle binarie servendosi dei telescopi da 23 e 38 cm di apertura degli osservatori di Dorpat e Pulkovo. Sin dagli anni '40 del XIX secolo si riteneva che erano state scoperte ormai tutte le stelle binarie visibili dagli strumenti del tempo; ma Burnham, col suo strumento da 15 cm di diametro, scoprì 451 nuovi oggetti tra il 1872 e il 1877. La qualità di questo lavoro gli aprì le porte di molti osservatori e gli permise di avere accesso ad attrezzature più potenti negli osservatori di Lick, Yerkes ed altri. Gli è stata attribuita la scoperta di 1340 stelle doppie.
Burnham scoprì inoltre il primo esempio di quella categoria di oggetti, che mezzo secolo dopo sarà chiamata oggetti di Herbig-Haro: la nebulosa di Burnham (oggi classificata come HH 255).
Gli fu conferita nel 1894 la Medaglia d'Oro della Royal Astronomical Society.
Gli sono stati inoltre dedicati il cratere Burnham sulla superficie della Luna e l'asteroide 834 Burnhamia.